# Japa
Japa (Sanskrit, m., जप, japa, von flüstern, murmeln; Pāḷi, das Murmeln, das Gemurmel, von japati=murmeln, flüstern) ist lautes, leises oder auch nur gedankliches  Wiederholen eines Mantras, Gebets, Gottesnamens, oder Rezitation heiliger Schriften. Es handelt sich um einen Begriff aus dem Hinduismus. Jedoch wird Japa auch im Sikhismus und Buddhismus praktiziert.
Japa kann unter Zuhilfenahme einer Rosenkranz-ähnlichen Kette, auch Mala oder Japamala genannt, praktiziert werden. Im Zusammenhang mit Japa ist auch von Japa-Yoga oder Mantra-Yoga die Rede. Darunter versteht man eine Meditationsform zum Zwecke der Verwirklichung Gottes, bei der die Wiederholung heiliger Silben, oder Mantras eine Rolle spielen. Japa kann auch während der Aktivität ausgeübt werden, z. B. während Routinearbeiten, oder im Sitzen während der Meditation. Unter Ajapa Japa versteht man eine Form der konstanten Japa-Ausübung, bei der das Wiederholen automatisch und anstrengungslos geschieht. Es ist eine Form konstanten Bewusstseins. Manchmal ist diese Form konstanten Bewusstseins auch an den Atem geknüpft. Sofern sich das Japa auf die Wiederholung göttlicher Namen oder Attribute bezieht spricht man auch von Nama-Japa. Dieses gehört phänomenologisch zur Praxis des Namensgebets.

## Varianten

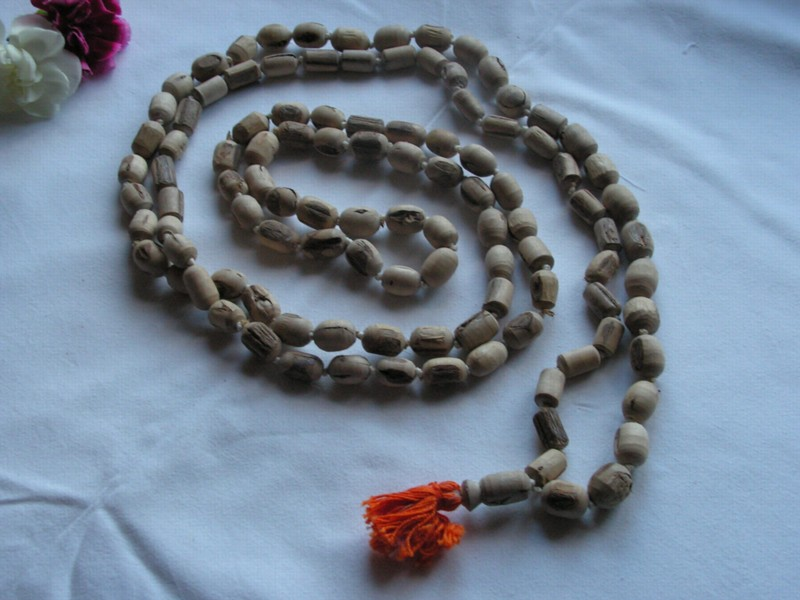
Japamala, Gebetskette mit 108 Perlen und einer zusätzlichen Kopfperle

### Gebetsketten
In einigen Formen des Japa werden die Wiederholungen mit einer Gebetskette gezählt, die als Japamala bekannt ist. Für Japa werden viele verschiedene Materialien wie z. B. Neem oder Tulsi verwendet. Die Anzahl der Perlen in einer Japamala beträgt üblicherweise 108. Es ist nicht ungewöhnlich, dass Menschen die Kette um den Hals tragen, auch wenn manche Praktizierende sie lieber in einem speziellen Beutel (gomukhi) aufbewahren, um sie rein zu halten und sie auch "energetisch" zu schützen.

### Lautstärkegrade
Japa kann in verschiedenen Lautstärkegraden praktiziert werden:
- Vaikhari Japa ist das laut ausgesprochene Rezitieren. Obwohl dies nicht in erster Linie der Grund für die Lautstärke ist (es sei denn, es handelt sich um eine Gruppenrezitation), können umstehende Personen das Rezitierte hören. Diese Form kann hilfreich sein, wenn Umgebungsgeräusche stören oder die Konzentration schwerfällt. Sie gilt als besonders geeignet für Anfänger.[4]

- Upamshu Japa wird leise, flüsternd ausgeführt. Es heißt, dass diese Form hundertmal wirksamer ist als Vaikhari Japa. Dabei bewegen sich die Lippen nur minimal, sodass Außenstehende kaum erkennen können, dass gesprochen wird.[4]

- Manasika Japa wird ausschließlich im Geist rezitiert. Diese Form soll tausendmal wirksamer sein als Upamshu Japa – und somit 100.000-mal wirksamer als Vaikhari Japa. Sie gilt jedoch als schwierig oder unmöglich für Menschen, die nicht bereits mit der lauteren Form des Japa vertraut sind.[5][4]

### Likhita Japa
Likhita Japa bezeichnet das schriftliche Wiederholen eines Mantras, oftmals gleichzeitig mit dem gesprochenen Rezitieren. Praktizierende berichten davon, dass diese Praxis sogar wirksamer sei als das bloße Sprechen des Mantras. Likhita Japa wird oft in ein spezielles, möglichst säurefreies Heft geschrieben und mit größter Sorgfalt behandelt. Da die geschriebenen Namen Gottes genauso als heilig erachtet werden wie Gott selbst, findet es aus dementsprechendem Respekt vornehmlich auf oder unter dem Altar Platz. 

### Mantracakras
Auch im tibetischen Buddhismus ist die Japa-Meditation ein wichtiger Bestandteil religiöser Praxis. In Tibet, so berichtet Harvey Alper, gelten Gebetsmühlen als Instrumente des Japa. Die Praxis des Nembutsu im Reines-Land-Buddhismus ist eine sinngemäße Entsprechung zu Japa.